# Rouvroy-sur-Marne
Rouvroy-sur-Marne is een gemeente in het Franse departement Haute-Marne (regio Grand Est) en telt 351 inwoners (2004). De plaats maakt deel uit van het arrondissement Saint-Dizier.

## Geografie
De oppervlakte van Rouvroy-sur-Marne bedraagt 8,5 km², de bevolkingsdichtheid is 41,3 inwoners per km².
De onderstaande kaart toont de ligging van Rouvroy-sur-Marne met de belangrijkste infrastructuur en aangrenzende gemeenten.

## Demografie
Onderstaande figuur toont het verloop van het inwonertal (bron: INSEE-tellingen).